# NGC 731

NGC 731

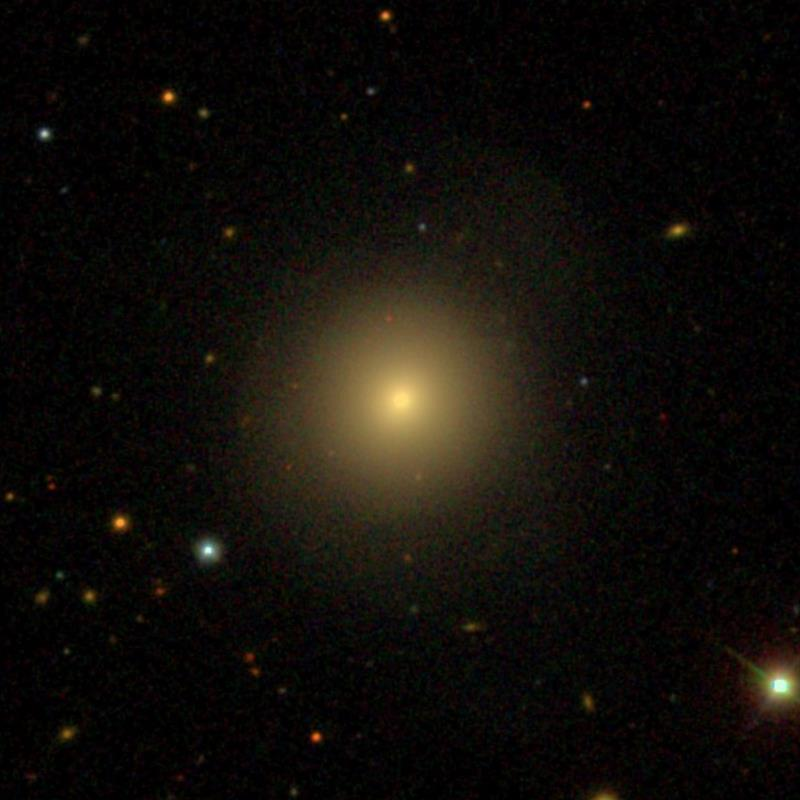
صورة NGC 731 من المسح السماوي SDSS

NGC 731 في الفهرس العام الجديد، هي مجرة، تقع في كوكبة قيطس. اكتشفت في 10 يناير 1785 بواسطة ويليام هيرشل عالم الفلك الألماني البريطاني.
NGC 731 مجرة إهليلجية من نوع هابل E0 كوكبة قيطس ، جنوب خط الاستواء السماوي. تبعد حوالي 172 مليون سنة ضوئية عن مجرة درب التبانة ويبلغ قطرها حوالي 85000 سنة ضوئية. لها اللمعان من 3.9×1010 ضياء شمسي.
في نفس المنطقة من السماء توجد المجرات NGC 713 وNGC 747 وNGC 755 و NGC 767 .
وفي عام 1886 اكتشفت أيضا من قبل عالم الفلك الأمريكي أورموند ستون (باسم NGC 757).

## روابط خارجية
- NGC 731 على موقع ويكي سكاي: DSS2, SDSS, GALEX, IRAS, Hydrogen α, X-Ray, Astrophoto, Sky Map, Articles and images